# Chapelle du Saint-Cœur-de-Marie de Gap

La chapelle du Saint-Cœur de Marie est une chapelle du diocèse de Gap et d'Embrun située à Gap, dans les Hautes-Alpes.

## Historique et architecture
Elle a été bâtie vers 1854-1857 selon un style néogothique.